# Улица Карля Ватсона
Улица Ка́рля Ва́тсона (латыш. Kārļa Vatsona iela) — улица в Северном районе Риги, в историческом районе Межапаркс. Пролегает в направлении с востока на запад, от перекрёстка проспекта Кокнесес с улицами Щецинас, Хамбургас и Судрабу Эджус до улицы Стокхолмас.
Длина улицы Карля Ватсона составляет 416 метров. На всём протяжении улица покрыта асфальтом, имеет статус жилой зоны. Разрешено двустороннее движение. Ширина проезжей части — 4,5—5,5 метров. Общественный транспорт по улице не курсирует.

## История
Впервые упоминается в списках рижских улиц в 1911 году под названием Эльбингская улица (латыш. Elbingas iela, нем. Elbingerstrasse) — в честь прусского города Эльбинг (ныне Эльблонг, Польша), поскольку многие улицы этого района были названы в честь городов Ганзейского союза. В 1915 году, с ликвидацией немецких названий ввиду Первой мировой войны, название улицы было изменено на Эльтонская, но уже в 1917 году вернулось наименование «Эльбингская улица».
Нынешнее название улицы впервые было присвоено в 1923 году. Оно дано в честь Карла Фридриха Ватсона (1777—1826), лютеранского священника из Лестене, первого редактора старейшего латышского периодического издания «Latviešu Avīzes», одного из первых исследователей латышской этнографии и истории. Однако в советский период, в 1950 году, улица Ватсона вновь была переименована, на этот раз в честь латвийского революционера Арайса-Берце. В 1987 году название было уточнено: улица стала называться улицей Августа Арайса-Берце, а в 1990 году возвращено прежнее название — улица Карля Ватсона, которое более не изменялось.

## Застройка
Улица Карля Ватсона застроена преимущественно частными жилыми домами первой половины — середины XX века и полностью входит в охранную зону исторического района Межапаркс.
- Дом № 1 — частный дом К. Пауперса (1954, архитектор К. Пауперс)[6].
- Дом № 2 — жилой 2-квартирный дом О. и К. Ренкулисов, памятник архитектуры местного значения (1934, архитектор Лидия Хофмане-Гринберга)[7].
- Дом № 3 — частный дом А. Надзиньша (1948, архитектор А. Приедниекс)[6].
- Дом № 4 — частный дом Э. Васарини (1929, архитектор Н. Прянишников)[6], позднее владение Круглевских. Во второй половине 1930-х годов в доме жил приват-доцент Латвийского университета А. Н. Круглевский[4].
- Дом № 5 — частный дом Я. Ригертса (1950, архитектор Я. Ригертс)[6].
- Дом № 6 — жилой 2-квартирный дом Э. Васарини (1936, архитектор Т. Хермановский[латыш.]; перестроен в 1993, архитектор А. Рачинский)[6].
- Дом № 7 — частный дом А. Янсонса (1947, перестроен в 1995, архитектор И. Шливка)[6].
- Дом № 10 — жилой 2-квартирный дом В. Йохансена (1939, архитектор Л. Хофмане-Гринберга)[6]. В 1940-е годы в доме жил писатель Э. Вилкс, а в 1951—1975 годах — поэт Ян Судрабкалнс[4].
- Дом № 11 — жилой 2-квартирный дом М. Джонсона (1935, архитектор Готхард Фирхуф)[6].
- Дом № 11A — дошкольное учреждение (детский сад) № 192 (1963, типовой проект)[4].
- Дом № 12 — частный дом (2000, архитектор Даце Удре)[6].
- Дом № 17 — частный дом (2001, архитекторы Г. Свикле и Дайна Виксне)[6].

## Прилегающие улицы
Улица Щецинас пересекается со следующими улицами:
- проспект Кокнесес
- улица Щецинас
- улица Хамбургас
- улица Судрабу Эджус
- улица Клайпедас
- улица Стокхолмас